# Lignes de tramway de la SNCV dans la province de Hainaut
Lignes de tramway vicinal de la Société nationale des chemins de fer vicinaux (SNCV) dans la province de Hainaut.

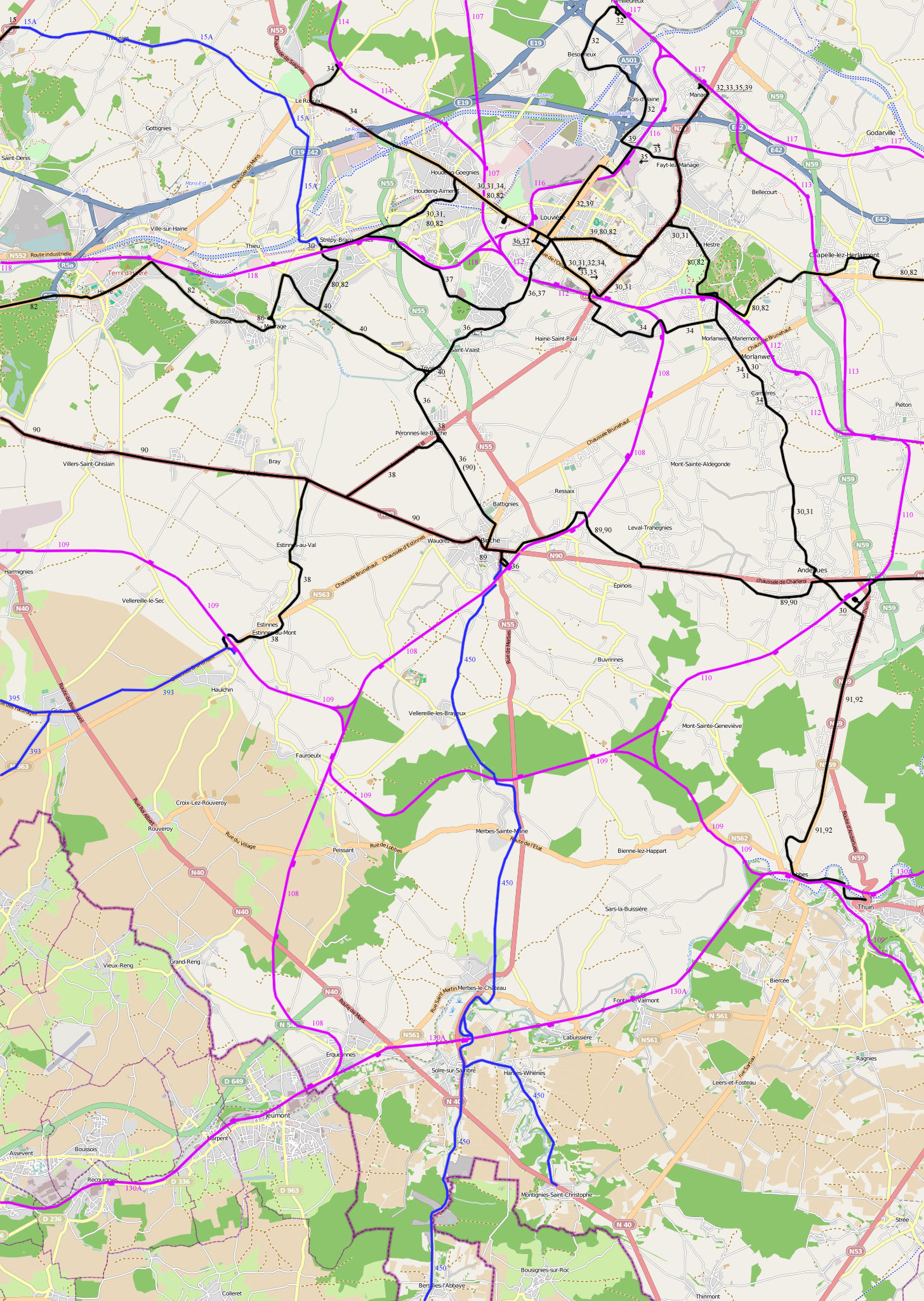
Plan des lignes de la région du Centre.
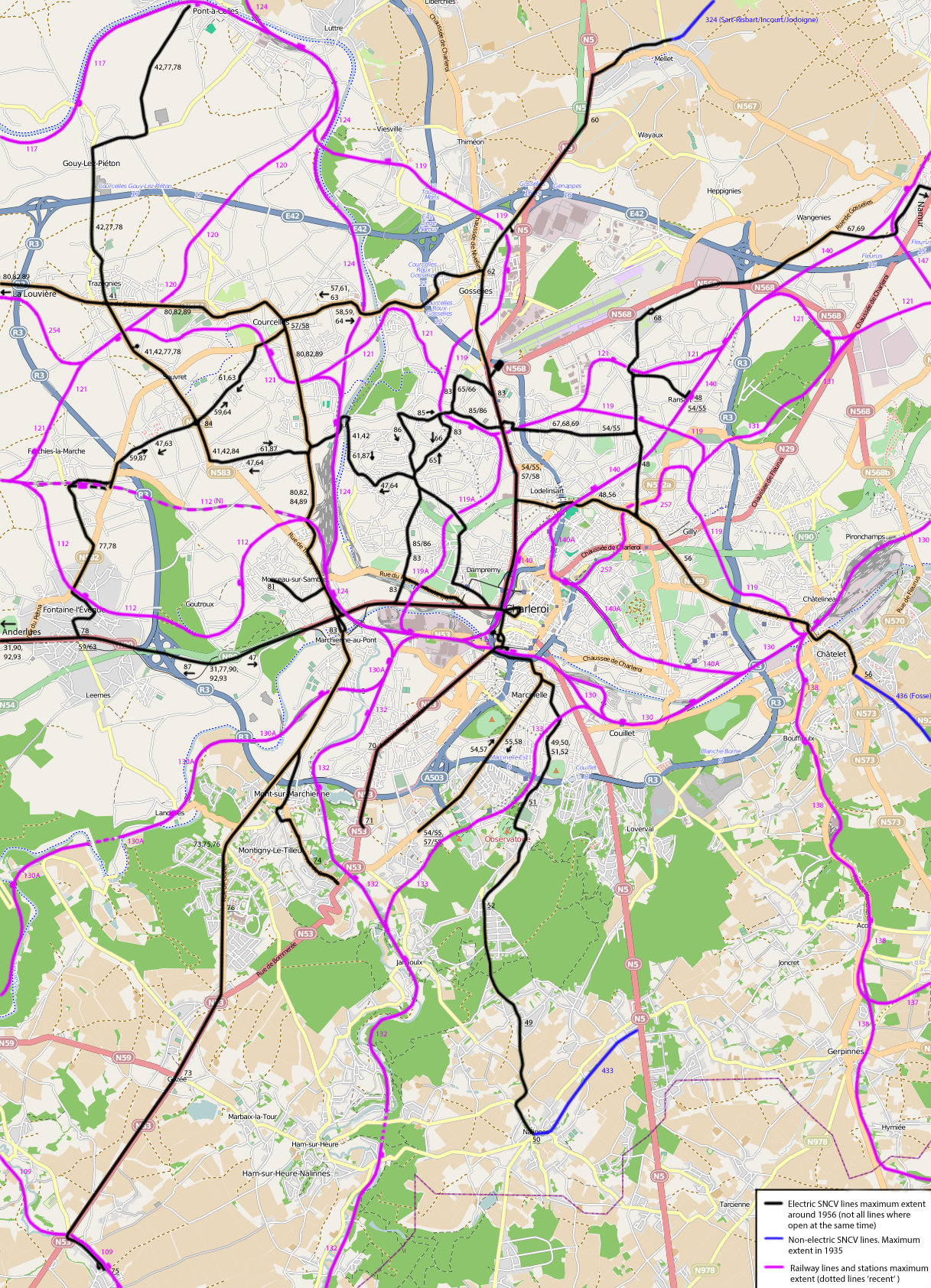
Plan des lignes autour de Charleroi.
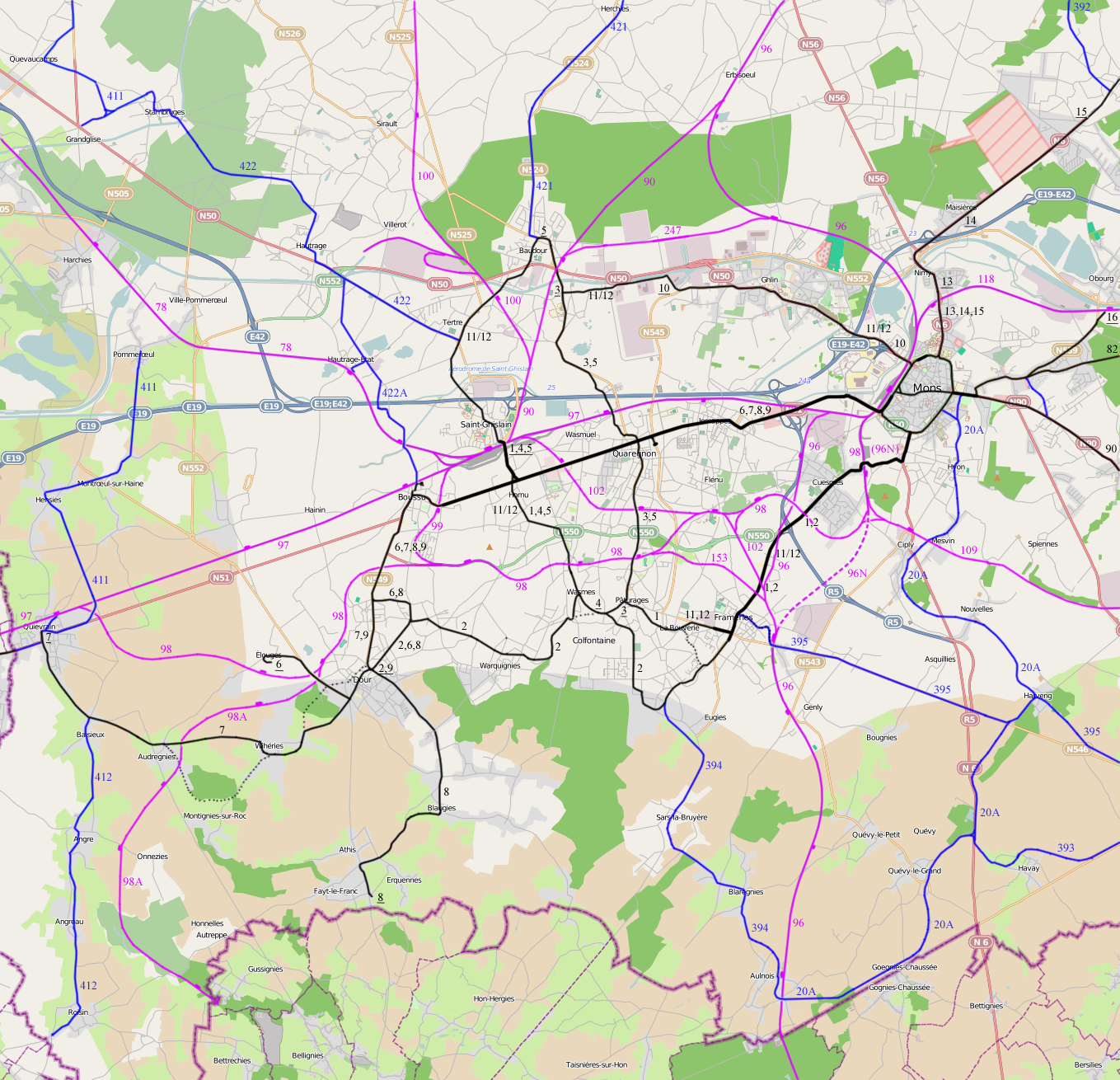
Plan des lignes autour de Mons.
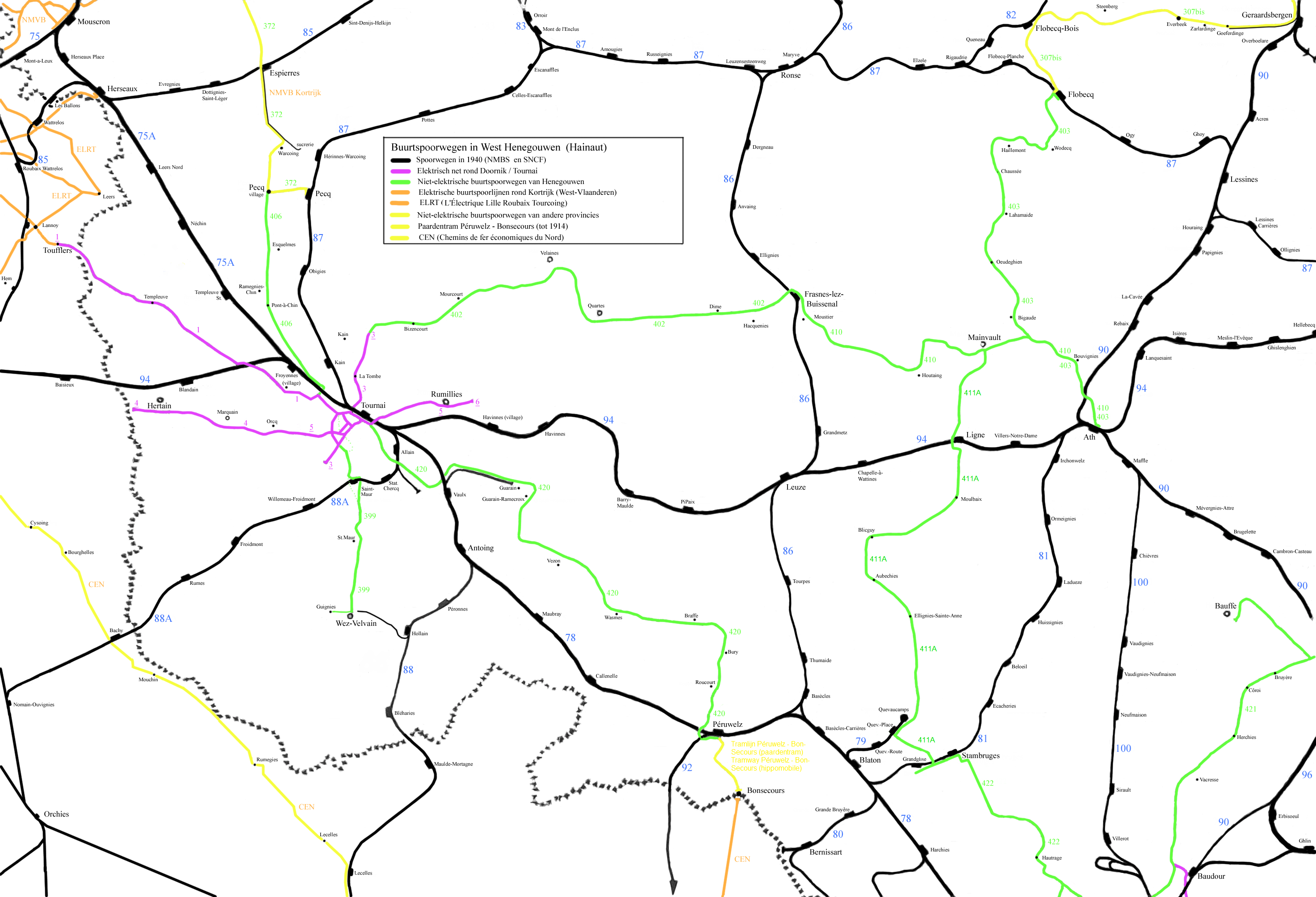
Plan des lignes autour de Tournai.

## Numérotation
- Les lignes à l'origine en traction vapeur n'utilisent pas d'indice de ligne, les premiers indices apparaissent avec l'électrification des réseaux (chiffres ou lettres), les différents réseaux du Hainaut utilisent ainsi différentes numérotations jusqu'en 1936 où la Société nationale des chemins de fer vicinaux crée le groupe du Hainaut réunissant sous une même entité administrative les réseaux du Centre, Charleroi, Mons et le réseau de Tournai. À cette occasion les réseaux reçoivent une nouvelle numérotation : 1 à 29 pour le réseau de Mons, 30 à 40 pour le Centre et 41 à 99 pour Charleroi, le réseau de Tournai isolé de ces trois autres réseaux utilise les indices 1 à 10[1],[2].

- Les lignes restées en traction autonome au cours de leur existence (vapeur puis thermique essence/diesel) n'ont à quelques exceptions jamais reçu d'indice au cours de leur exploitation. À titre indicatif on leur attribut un indice de ligne en italique reprenant les premières lettres des villes terminus de la ligne. Certaines lignes ont cependant reçu un indice de ligne bien que celui-ci était rarement indiqué sur le matériel (l'indication de la ligne se limitant le plus souvent à des plaques de destination).

## Groupe du Centre

### Lignes provinciales à traction électrique
- 11 Strépy-Bracquegnies - Fontaine-l'Évêque ;
- 30 Anderlues - Strépy-Bracquegnies ;
- 32 Familleureux SNCB - Manage SNCB ;
- 33/35 Manage SNCB - Manage SNCB ;
- 34 Carnières - Le Rœulx ;
- 36 Binche Station-État - La Louvière Drapeau Blanc ;
- 37 La Louvière - Strépy-Bracquegnies ;
- 38 Estinnes-au-Mont SNCB - La Louvière Drapeau Blanc ;
- 39 La Louvière Pont du Thiriau - Manage SNCB ;
- 40 Strépy-Bracquegnies - Trivières.

## Groupe de Charleroi

### Lignes provinciales à traction électrique
- 41 Charleroi - Trazegnies ;
- 47/87 Boucle de renfort de Souvret ;
- 48 Charleroi-Sud - Ransart Bois ;
- 50 Charleroi-Sud - Nalinnes Centre ;
- 54/55 Mont-sur-Marchienne - Ransart ;
- 55 Charleroi - Ransart ;
- 56 Charleroi Eden - Châtelet Saint-Roch ;
- 57 Charleroi - Courcelles ;
- 57 Châtelet - Ransart ;
- 60 Charleroi-Sud - Mellet Station
- 61/64 Charleroi-Sud - Charleroi Eden ;
- 62 Charleroi-Sud - Gosselies Calvaire ;
- 63 Charleroi-Sud - Fontaine-l'Évêque Rue de Leernes ;
- 65/66 Charleroi-Sud - Charleroi-Sud ;
- 68 Charleroi Eden - Ransart Place ;
- 71 Charleroi-Sud - Mont-sur-Marchienne Gadin ;
- 74 Charleroi Eden - Montigny-le-Tilleul Bomerée ;
- 75 Charleroi Eden - Thuillies Station-État ;
- 78 Fontaine-l'Évêque - Trazegnies ;
- 80 Charleroi - Maurage ;
- 81 Charleroi - Goutroux ;
- 83 Jumet Gohyssart - Marchienne-au-Pont Pont de Sambre ;
- 84 Charleroi Eden - Souvret Forrière ;
- 85/86 Charleroi-Sud - Charleroi-Sud ;
- 90 Charleroi - La Louvière ;
- 92 Charleroi Eden - Thuin Ville Basse.

| Nom | Alias Autres indices et tableaux | Début du service voyageurs | Fin du service voyageurs | Traction   |
| --- | -------------------------------- | -------------------------- | ------------------------ | ---------- |
| 83  |                                  | 1935                       | 1955                     | électrique |
| 84  |                                  | 1949                       | 1967                     | électrique |

### Lignes provinciales à traction autonome
- 436 Châtelet Saint-Roch - Fosses-la-Ville-État ;
- 450 Binche - Bersillies-l'Abbaye / Montignies-Saint-Christophe ;
- 539/2 Onoz-Spy Station-État - Fleurus Station-État.

## Groupe de Mons-Borinage

### Lignes régionales membres du groupe à leur mise en service et ligne Mons - Boussu
*Sous réseau à l'origine :
- Avant 1912 les lignes de Mons (capital 27 dit de la Banlieue de Mons) et du Borinage (capital 127 dit des Lignes du Borinage ne sont pas reliées.
- Avant le 1er juillet 1928, la ligne Mons - Boussu (future ligne 8) appartient à la compagnie de l'État Belge devenue la Société nationale des chemins de fer belges (SNCB) en 1926.

| Nom                | Alias Autres indices et tableaux | Début du service voyageurs | Fin du service voyageurs | Traction               | Sous-réseau à l'origine* |
| ------------------ | -------------------------------- | -------------------------- | ------------------------ | ---------------------- | ------------------------ |
| 1                  | 1, 407/1, P                      | 1905                       | 1970                     | électrique             | Borinage                 |
| 1/                 | 1/, 1D/                          | 1960                       | 1967                     | électrique             | /                        |
| 2                  | 2, 407/2, E                      | 1905                       | 1973                     | électrique             | Borinage                 |
| 2/                 | 2/, 2D/                          | 1960                       | 1967                     | électrique             | /                        |
| 5                  | 3, 4, 5, 408, S, W               | 1905                       | 1963                     | électrique             | Borinage                 |
| 6                  | /                                | 1937                       | 1967                     | électrique             | /                        |
| 7                  | /                                | 1948                       | 1970                     | électrique             | /                        |
| 8                  | 6, 7, 8, 389, B, D, F            | 1899                       | 1967                     | électrique             | État-Belge               |
| 9                  | /                                | 1938                       | 1941                     | électrique             | /                        |
| 9                  | /                                | 1954                       | 1970                     | électrique             | /                        |
| 10                 | /                                |                            |                          | électrique             | Mons                     |
| 11/12              | 1, 1/, 10, 10/, 11, 11/, 12, 832 | 1952                       | 1960                     | électrique             | /                        |
| 15                 | 13, 14, 15                       | 1887                       | 1959                     | électrique             | Mons                     |
| 15A                | 392/2                            |                            | 1955                     | vapeur → autorail      | /                        |
| 16                 | 16, 17, O                        | 1935                       | 1955                     | électrique             | /                        |
| 17                 | 17, H, 398/2                     |                            | 1936                     | électrique             | Mons                     |
| 20A                | 393                              | 1907                       | 1958                     | vapeur → autorail      | Borinage                 |
| 21A                | 394                              |                            | vers 1936                | vapeur                 | Borinage                 |
| 391                | /                                | 1907                       | vers 1936                | vapeur                 | Borinage                 |
| 395                | /                                | 1907                       | 1943                     | vapeur → autorail      | Borinage                 |
| 398/1              | C                                |                            | 1931                     | vapeur → électrique    | Mons                     |
| Dour - Élouges     | /                                | 1950                       | 1951                     | électrique             | /                        |
| Eugies - Pâturages | /                                | 1907                       | 1913                     | électrique             | Borinage                 |
| Mons - Frameries   | /                                | 1912                       | 1919                     | thermique → électrique | Mons                     |

### Lignes régionales intégrées au groupe en 1948
| Nom | Alias Autres indices et tableaux | Début du service voyageurs | Fin du service voyageurs | Traction          |
| --- | -------------------------------- | -------------------------- | ------------------------ | ----------------- |
| 11B | 421                              | 1902                       |                          | vapeur → autorail |
| 11A | 422                              | 1888                       |                          | vapeur → autorail |
| 22A | 412                              | 1890                       | 1954                     | vapeur → autorail |
| 22B | 411/2                            | 1922                       | 1954                     | vapeur → autorail |
| 15B | 392/1                            | 1901                       | 1950                     | vapeur → autorail |
| 15C | 405                              | 1898                       | 1954                     | vapeur → autorail |

## Groupe de Tournai

### Réseau urbain de Tournai
| Nom | Alias Autres indices et tableaux | Début du service voyageurs | Fin du service voyageurs | Traction   |
| --- | -------------------------------- | -------------------------- | ------------------------ | ---------- |
| 3   | 401B, K                          | 1932                       | 1940                     | électrique |
| 5   | 404B, O                          | 1932                       | 1940                     | électrique |

### Lignes régionales membres du groupe à leur mise en service
| Nom | Alias Autres indices et tableaux | Début du service voyageurs | Fin du service voyageurs | Traction            |
| --- | -------------------------------- | -------------------------- | ------------------------ | ------------------- |
| 1   | 401/1, T                         | 1901                       | 1952                     | vapeur → électrique |
| 4   | 404/1, H                         | 1911                       | 1952                     | vapeur → électrique |
| 6   | 409, R                           | 1929                       | 1952                     | vapeur → électrique |
| 399 |                                  | 1930                       | 1952                     | vapeur → autorail   |
| 402 |                                  | 1901                       | 1954                     | vapeur → autorail   |
| 403 |                                  | 1903                       | 1954                     | vapeur → autorail   |
| 406 |                                  | 1923                       | 1953                     | vapeur → autorail   |
| 410 |                                  | 1903                       | 1954                     | vapeur → autorail   |
| 420 |                                  | 1902                       | 1953                     | vapeur → autorail   |

### Lignes régionales intégrées au groupe en 1948
| Nom   | Alias Autres indices et tableaux | Début du service voyageurs | Fin du service voyageurs | Traction          |
| ----- | -------------------------------- | -------------------------- | ------------------------ | ----------------- |
| 370/2 |                                  | 1927                       | 1956                     | vapeur → autorail |
| 411A  |                                  | 1916                       | 1954                     | vapeur → autorail |

## Autres lignes et lignes isolées
- 453A Chimay - Cul-des-Sarts.